# Ross-on-Wye
Ross-on-Wye (walisisch Rhosan ar Wy) ist eine kleine Marktgemeinde im Südosten der Grafschaft Herefordshire in England. Sie liegt am River Wye und am Nordrand des Forest of Dean.
Der Ort hatte bei der Volkszählung 2011 9574 Einwohner.

## Geschichte

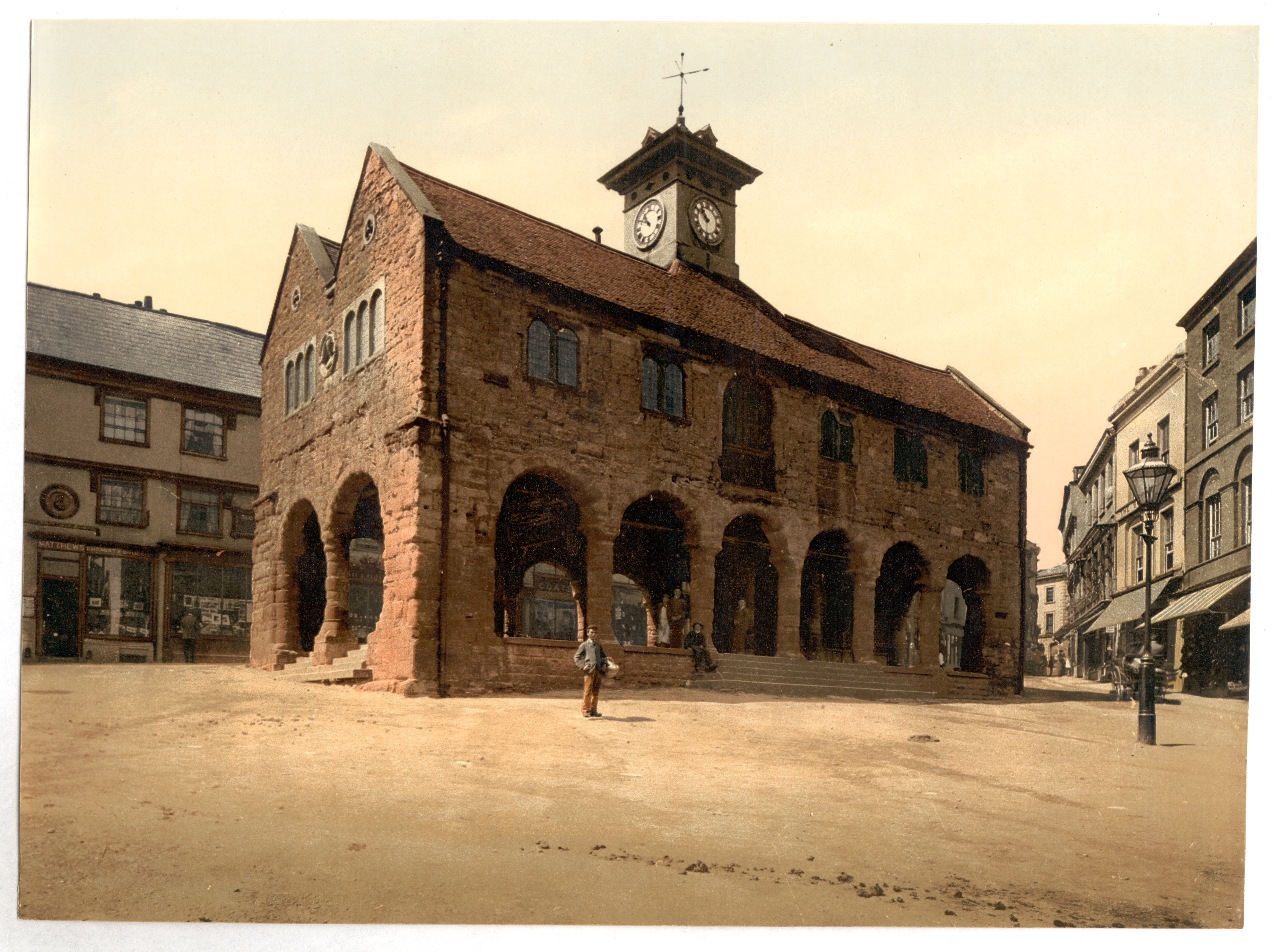
Das Market House 1890 (Photochrom)

Um Ross-on-Wye entstand erstmals in Großbritannien ein kommerzieller Tourismus. 1745 begann der Pfarrer John Egerton, Freunde von seiner Pfarrei in Ross aus zu Bootsausflügen das Tal des Wye herab mitzunehmen. Die Flusslandschaft und umliegende Schlösser und Abteien fanden bei den Anhängern der Picturesque Anklang. 1782 wurde William Gilpins Buch Observations on the River Wye herausgegeben. Dieses war der erste illustrierte Reiseführer, der in Großbritannien erschien. Das Buch förderte die Nachfrage und 1808 führten bereits acht Boote regelmäßige Ausflugsfahrten auf dem Wye durch, die meisten Boote wurden von Inns in Ross und Monmouth vermietet. 1850 hatten mehr als 20 Besucher eigene Veröffentlichungen zur „Wye Tour“ herausgegeben und diese als touristische Sehenswürdigkeit etabliert.

## Politik
Die meisten politischen Funktionen sind dem Herefordshire Council, der Unitary Authority des County, übertragen. Der Ross Town Council besteht aus 18 Mitgliedern (je sechs aus den drei Wards Ross North, Ross West und Ross East). Er hat die Funktion eines Parish Councils.
Der Bürgermeister wird jährlich aus dem Kreis der Ratsmitglieder neu gewählt. Bürgermeister für 2016/2017 ist David Ravenscroft.

## Klima
Ross-on-Wye hat wie der Großteil der britischen Inseln ein maritimes Klima mit kühlen Sommern und milden Wintern. Eine Station des nationalen Wetterdienstes verfügt über Langzeitdaten des Klimas im Ort.
|                       | Jan  | Feb  | Mär   | Apr   | Mai   | Jun   | Jul   | Aug   | Sep   | Okt  | Nov  | Dez  |   |       |
| Mittl. Tagesmax. (°C) | 7,3  | 7,7  | 10,3  | 12,9  | 16,6  | 19,3  | 22,0  | 21,5  | 18,3  | 14,3 | 10,3 | 8,1  | ⌀ | 14,1  |
| Mittl. Tagesmin. (°C) | 1,8  | 1,6  | 3,2   | 4,3   | 7,1   | 9,9   | 12,1  | 11,9  | 9,7   | 6,9  | 4,0  | 2,6  | ⌀ | 6,3   |
|                       |      |      |       |       |       |       |       |       |       |      |      |      |   |       |
| Niederschlag (mm)     | 80,7 | 53,0 | 51,2  | 48,4  | 49,2  | 54,0  | 34,8  | 61,1  | 53,7  | 67,5 | 78,1 | 78,1 | Σ | 709,8 |
|                       |      |      |       |       |       |       |       |       |       |      |      |      |   |       |
| Sonnenstunden (h/d)   | 49,9 | 67,5 | 107,3 | 149,4 | 189,4 | 188,1 | 211,4 | 193,4 | 137,1 | 98,6 | 67,2 | 45   | ⌀ | 125,7 |

| 1,8 |

| 1,6 |

| 3,2 |

| 4,3 |

| 7,1 |

| 9,9 |

| 12,1 |

| 11,9 |

| 9,7 |

| 6,9 |

| 4,0 |

| 2,6 |

| 1,8 |

| 1,6 |

| 3,2 |

| 4,3 |

| 7,1 |

| 9,9 |

| 12,1 |

| 11,9 |

| 9,7 |

| 6,9 |

| 4,0 |

| 2,6 |

| N i e d e r s c h l a g | 80,7 | 53,0 | 51,2 | 48,4 | 49,2 | 54,0 | 34,8 | 61,1 | 53,7 | 67,5 | 78,1 | 78,1 |
|                         | Jan  | Feb  | Mär  | Apr  | Mai  | Jun  | Jul  | Aug  | Sep  | Okt  | Nov  | Dez  |

## Sehenswürdigkeiten

### Pfarrkirche

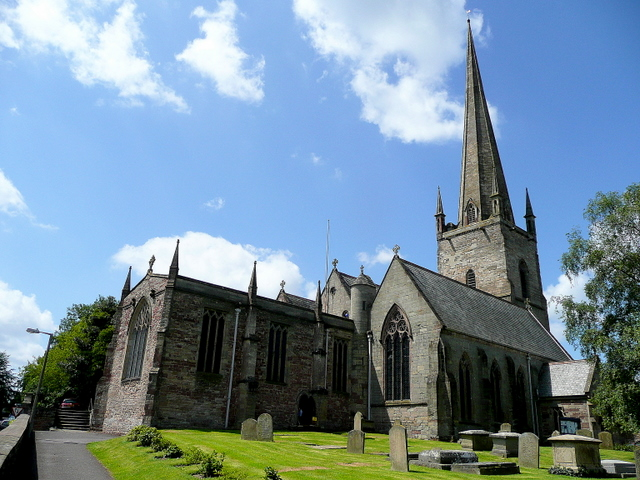
St. Mary’s Church von Nordosten

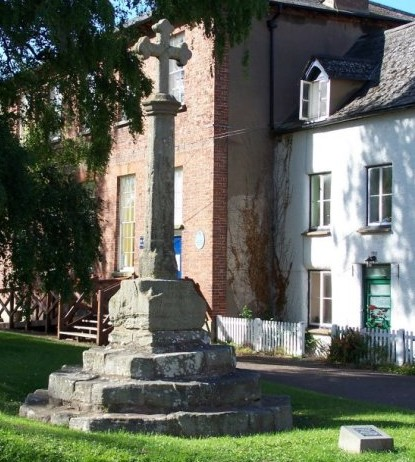
Das Pestkreuz

Die über 700 Jahre alte  Pfarrkirche St. Mary’s ist das Wahrzeichen des Ortes.
In der Kirche befinden sich das Grab von William Rudhall († 1530), eine der letzten großen Alabasterskulpturen der dafür im mittelalterlichen Europa hoch  geschätzten Steinmetze aus Nottingham. Rudhall finanzierte die Instandsetzung der Armenhäuser nordwestlich der Kirche im Jahre 1575. Ein anderes Grab ist das des Philanthropen John Kyrle (1637–1724), im 18. Jahrhundert eine bekannte Persönlichkeit des Ortes und Namensgeber der Sekundarschule. Auch der Name des Inns „The Man Of Ross“ nimmt auf ihn Bezug.
1673 wurde im Hof der Kirche ein Pestkreuz errichtet, das an die 315 Einwohner erinnert, die in diesem Jahr an der Pest starben. Die Toten wurden in der Nähe in einem Massengrab bestattet. 1896 war das Denkmal in einem schlechten Zustand, das Kreuz an der Spitze fehlte. Es wurde später neu hergestellt.

### The Prospect
Der Park „The Prospect“ wurde von John Kyrle geschaffen. Er bietet einen guten Blick über den Wye und seinen „Horseshoe Bend“ und die Black Mountains. Kyle pachtete das Land vom 1696 vom Marquess of Bath und gestaltete es in einen Garten und eine Flaniermeile. Im Jahre 2008 wurden unter dem Park nach Starkregen Überreste aus der Römerzeit gefunden und eine archäologische Ausgrabung durchgeführt. Im Park werden zu Ehren ortsbekannter Persönlichkeiten Bäume gepflanzt. In ihm sind ein Denkmal anlässlich der Feier des Sieges der Alliierten in Europa und das Kriegerdenkmal aufgestellt.

### Markthalle
Die Markthalle The Market House wurde zwischen 1650 und 1654 aus rotem Sandstein errichtet. Sie ersetzte die ältere, wohl aus Holz errichtete, Booth Hall. In der Markthalle wird Donnerstag und Samstag Markt abgehalten. Im Obergeschoss befindet sich ein Besucherzentrum.

### Wilton Castle
Die Ruinen von Wilton Castle westlich des Ortes sind öffentlich zugänglich.

### Skulpturen
Im Ort sind mehrere Skulpturen von Walenty Pytel aufgestellt, darunter zwei am Ufer des River Wye, die Schwäne beziehungsweise Enten darstellen.

## Verkehr

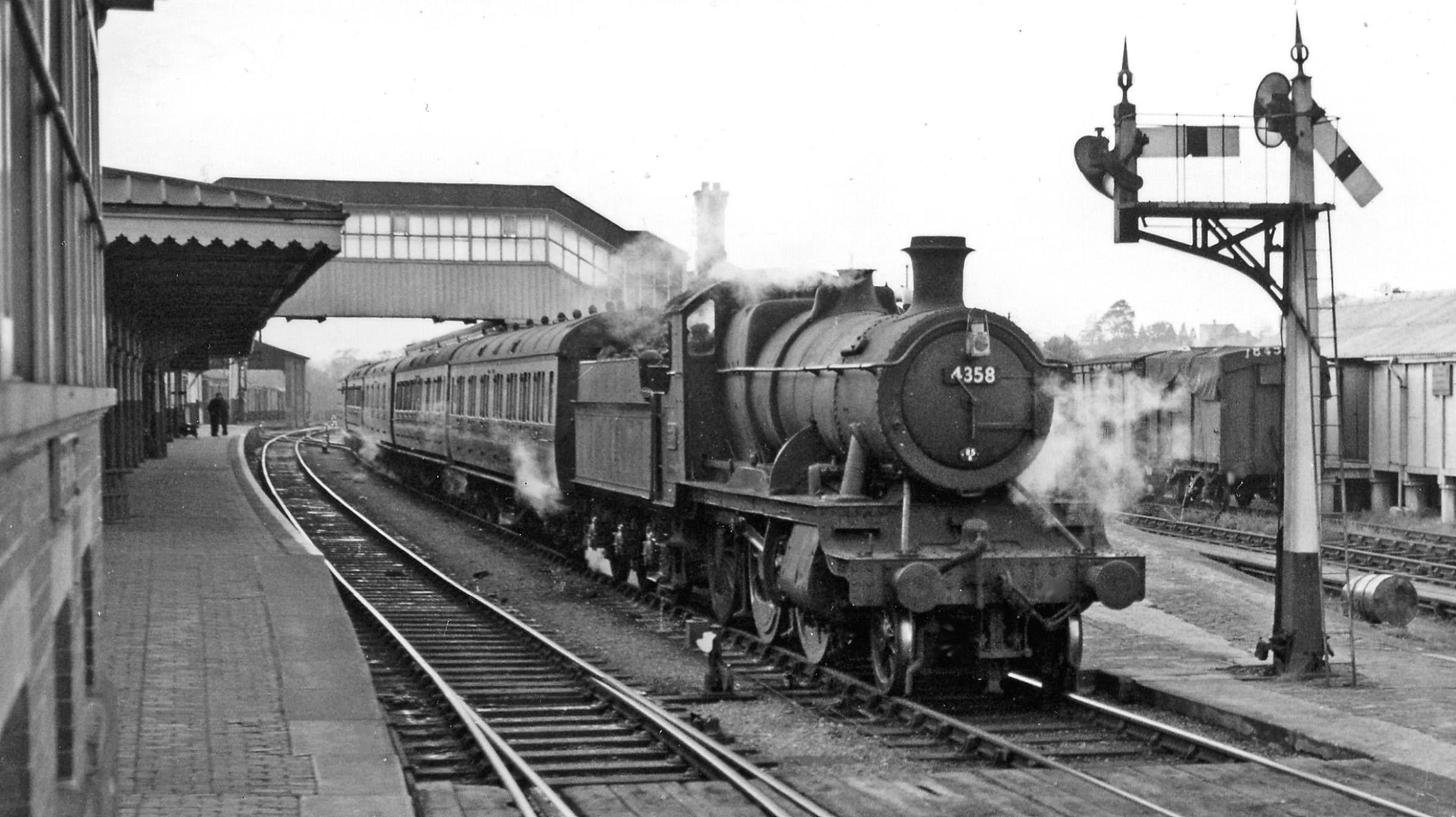
Bahnhof Ross-on-Wye mit dem Zug Hereford-Gloucester 1958

Der nördlich des Ortes gelegene Bahnhof Ross-on-Wye war ein Abzweig an der Hereford, Ross and Gloucester Railway. Hier endete die Ross and Monmouth Railway, die unmittelbar südlich des Bahnhofs von der Hereford, Ross and Gloucester Railway abzweigte. Diese Strecke wurde am 1. Juni 1855 eröffnet und am 29. Juli 1862 mit er Great Western Railway fusioniert. 1869 wurde sie innerhalb 5 Tagen von Breitspur auf Normalspur umgebaut. Eine Strecke nach Tewkesbury wurde vom Parlament genehmigt, aber nie gebaut.
Die Strecke wurde ein Opfer der Beeching-Axt. Die Strecken nach Ross wurde bis 1964 schrittweise stillgelegt. Der Bahnhof wurde abgebrochen und das Bahnhofsgelände als Industriegebiet umgenutzt. Lediglich ein aus Ziegeln errichteter Lager- und Lokomotivschuppen ist erhalten.
Heute ist der nächstgelegene Bahnhof Ledbury an der Cotswold Line. Der Bahnhof in Gloucester hat jedoch eine bessere Busverbindung von Ross und ist ein wichtiger Eisenbahnknoten.
Östlich von Ross endet der M50 „Ross Motorway“, ein Abzweig des M5 motorway, der das Gebiet an das nationale Schnellstraßennetz anbindet.

## Sport
Der Ort besitzt Hockeyclubs für Männer und Frauen. Die Männermannschaft gewann 2009/2010 die Liga.
Die Fußballclubs Ross United F.C. und Woodville F.C. wurden 1993 geschlossen und dafür der Ross Town F.C. gegründet, für den die besten Spieler beider Mannschaften spielten. Der Ross Town F.C wurde ebenfalls geschlossen.
2011 wurde eine Herrenmannschaft bei dem Jugendclub Ross Juniors F.C. eingerichtet.
Der Ort besitzt einen Cricket-Club mit Jugend- und Erwachsenenmannschaften.
Der Ruderclub Ross Rowing Club tritt bei Regatten landesweit an und veranstaltet jährlich im August eine Ruderregatta.

## Persönlichkeiten
- Roger William Bede Vaughan (1834–1883), Erzbischof von Sydney, wurde im Anwesen Courtfield in der Nähe von Ross-on-Wye geboren.
- Dennis Potter (1935–1994), Dramatiker (The Singing Detective), lebte ab 1967 in Ross.
- Noele Gordon, Fernsehschauspielerin in der Soap Opera Crossroads, lebte in den 1960er und frühen 1970er Jahre in dem Landhaus Weir End an der A40 nach Monmouth. Sie ist im Friedhof von St. Mary’s begraben.
- Zwei Gründungsmitglieder der Rockband Mott the Hoople sind mit Ross-on-Wye verbunden. Der Drummer Terry Dale „Buffin“ Griffin wurde am 24. Oktober 1948 in Ross geboren, der Bassist Pete Overend Watts zog 1960 mit 13 Jahren zu. Sie trafen sich 1961 an der Ross Grammar School und gründeten ihre erste Band „The Anchors“.

## Partnerstädte
- Betzdorf, Deutschland
- Condé-sur-Noireau, Frankreich (seit 1978)
- Namutumba, Uganda[11]

## Bilder

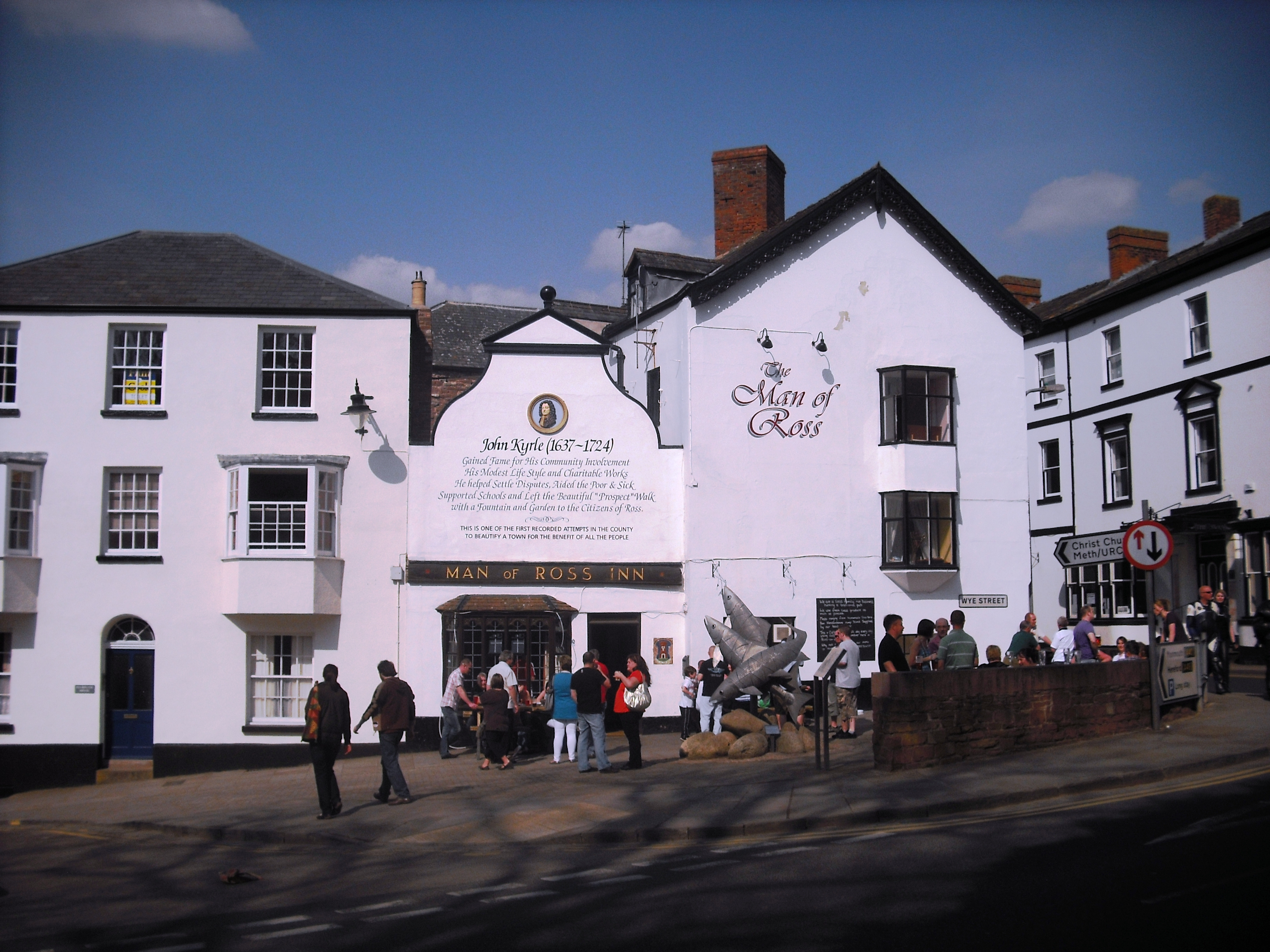
Das Inn The Man Of Ross
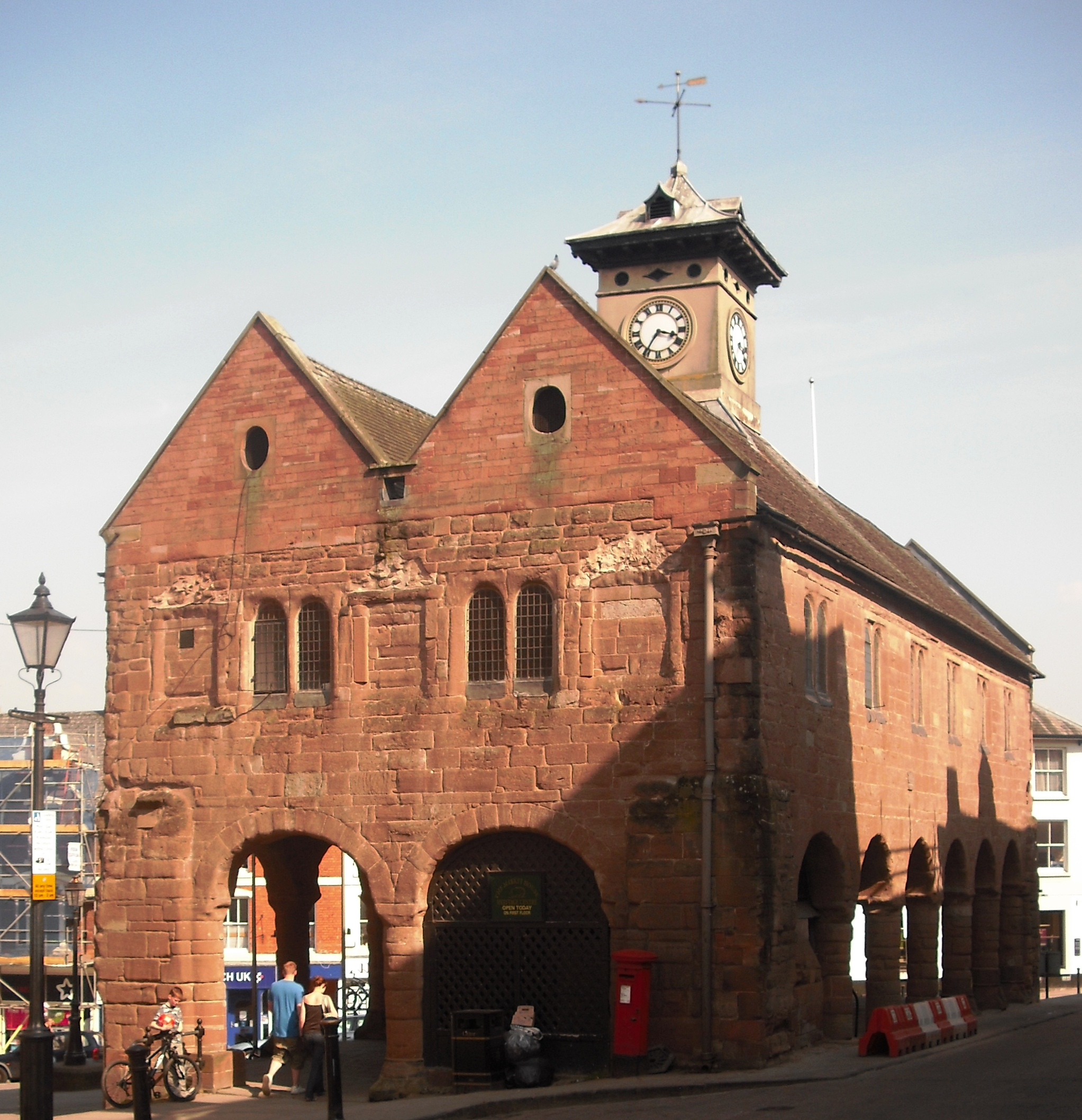
Das Market House von Westen
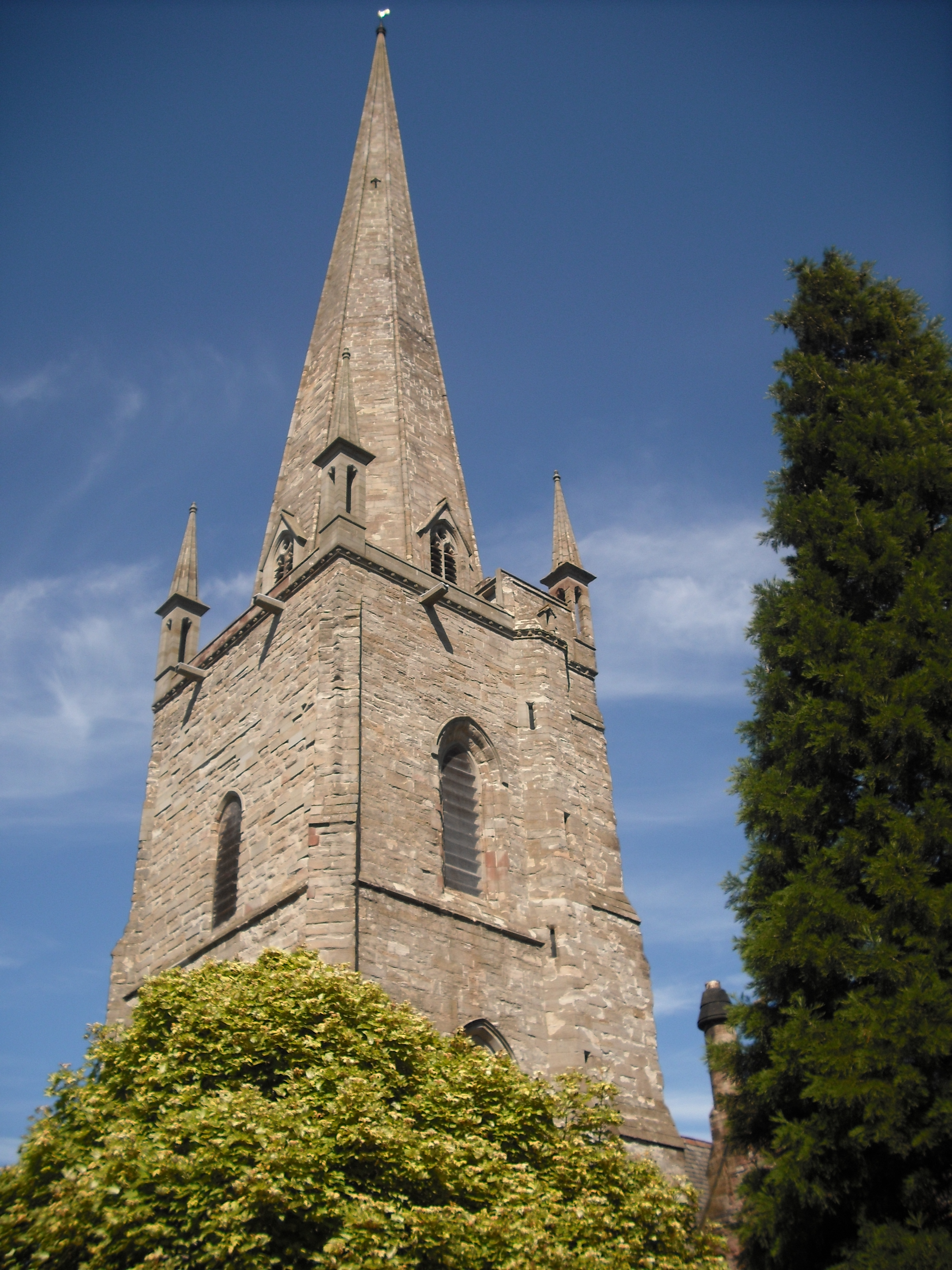
Kirchturm von St. Mary’s
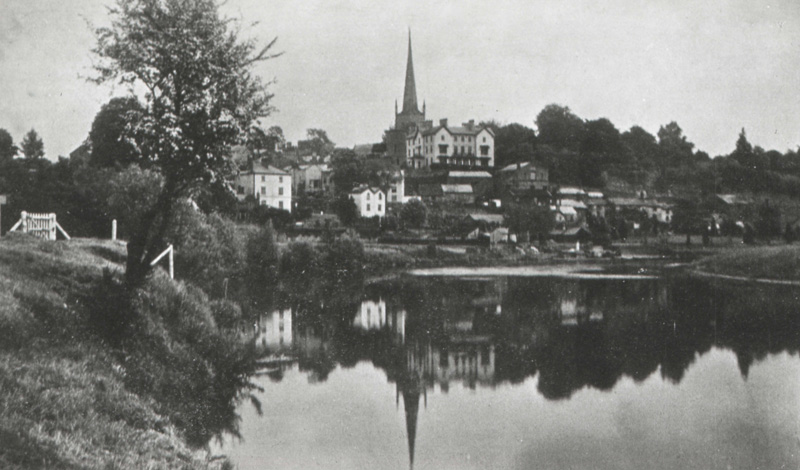
Blick auf den Ort über den River Wye